# Cuscuta parodiana
Cuscuta parodiana är en vindeväxtart som beskrevs av Truman George Yuncker. Cuscuta parodiana ingår i släktet snärjor, och familjen vindeväxter. Utöver nominatformen finns också underarten C. p. tucumana.